# كلية الأطباء الملكية الأسترالاسية
كلية الأطباء الملكية الأسترالاسية (اختصارًا RACP) هي منظمة مهنية غير ربحية، تختص بتدريب وتعليم وتمثيل نحو 17 ألف طبيب وطبيب أطفال ونحو 800 متدرب في 33 تخصصًا طبيًا في أستراليا ونيوزيلندا.
تشمل التخصصات التي تُعنى بها الكلية كلًا من طب الأطفال وصحة الطفل، وطب القلب، وطب الجهاز التنفسي، وطب الجهاز العصبي، وطب الأورام، والصحة العامة، والطب المهني والبيئي، والطب التلطيفي والصحة الجنسية وإعادة التأهيل وطب الإدمان.